# Paradrymadusa ussuriensis
Paradrymadusa ussuriensis is een rechtvleugelig insect uit de familie sabelsprinkhanen (Tettigoniidae). De wetenschappelijke naam van deze soort is voor het eerst geldig gepubliceerd in 1930 door Tarbinsky.